# Carel Blitz
Calman (Carel) Blitz (Rotterdam, 6 september 1872 – Auschwitz, 15 oktober 1942) was een Nederlands violist.

## Biografie
Carel Blitz werd geboren binnen het gezin van graveur Louis Blitz en Sara de Gelder. Broer David Blitz was pianist. Carel Blitz was getrouwd met Elizabeth de Vries. Beiden werden omgebracht in concentratiekamp Auschwitz.
Hij kreeg zijn muzikale opleiding van Willy Hess aan de Rotterdamse Muziekschool . Een volgende docent was Willem Kes in Amsterdam. Hij werd vervolgens violist bij het Concertgebouworkest van diezelfde Kes. In 1894 verruilde hij dat orkest voor het orkest dat speelde in Crystal Palace, met in het daaropvolgend jaar een positie als violist en tweede concertmeester van het Scottish Orchestra te Glasgow (Willem Kes was daar dirigent geworden). Hij werd tevens muziekdocent aan de College of Music in Newcastle upon Tyne. Hij keerde vanwege een zwakke gezondheid terug naar Nederland, maar herstelde deels alweer in Schotland. Hij speelde in het Queen's Hall Orchestra van Henry Wood. In het begin van de 20e eeuw was hij docent aan het conservatorium in Rotterdam. Carel Blitz was tevens enige tijd violist in diverse strijkkwartetten, onder andere ook het Rotterdams Strijkkwartet, en was tevens enige tijd directeur van zanggezelschap Harpe Davids te Rotterdam. Een van zijn bekendste leerlingen, Henri Temianka, maakte furore in het Verenigd Koninkrijk.

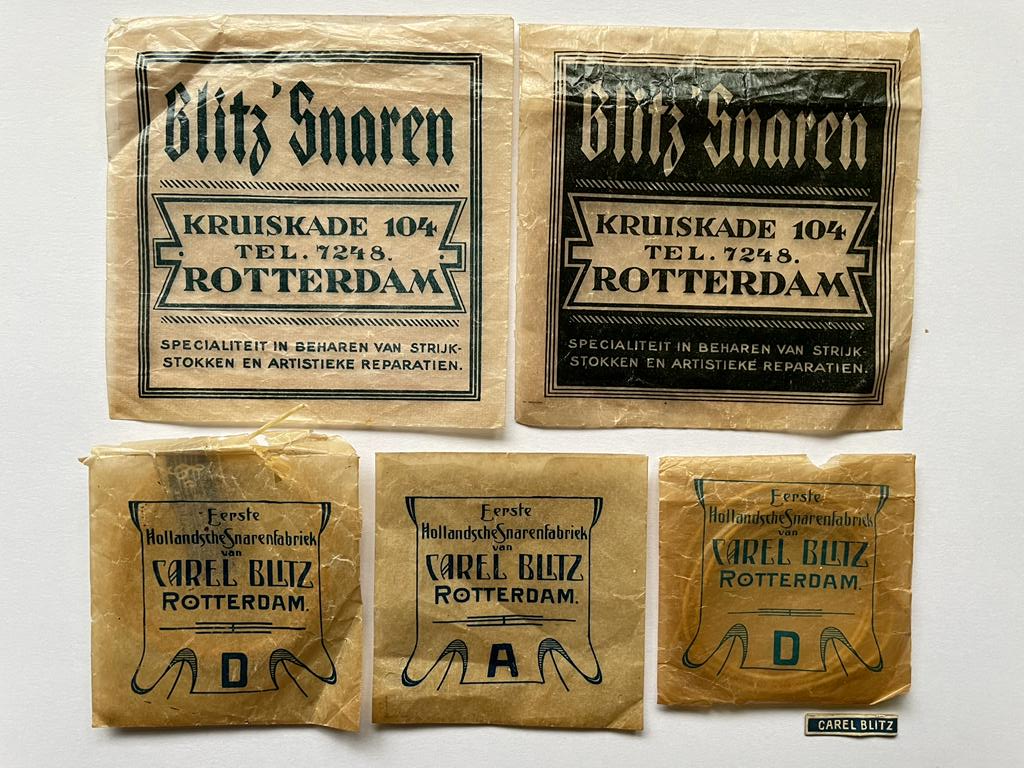
Originele snarenzakjes van de Eerste Hollandsche Snarenfabriek van Carel Blitz.

Carel Blitz richtte in Rotterdam in 1904 de Eerste Hollandsche Snarenfabriek op, waar catgut snaren voor strijkinstrumenten werden gemaakt. Dit bedrijf bleef tot ongeveer 1918 in de markt en moet niet verward worden met de in 1917 door Hakkert opgerichte Eerste Nederlandse Snaren en Catgut Fabriek. In Rotterdam bestierde Carel Blitz vanaf 1905 tevens een muziekinstrumentenhandel, waarin zoon Louis Blitz en later kleinzoon Otto Blitz violen bouwden en repareerden.

## Composities
Van zijn hand is een aantal composities verschenen en gearchiveerd in het Stadsarchief van Rotterdam:
- Adagio
- Boroech habboo
- Clubliedje
- Daar was laatst een meisje loos
- Daddy
- Das alte Lied
- Droeve tijden
- Hans und Grethe
- Het tortelke
- Impressions du matin
- Lou Omus
- Man touwoe, Hoe schoon zijn uw tenten Jacob
- Moeder Mimie
- Plantation song, Poor old Joe
- Psalm 23, 72, 98, 100, 137 en 150
- Reisele
- Scottish song: My Bonney
- Sjier hammangaldus
- Wajehi Bin Sauang
- Who’s that calling?

Daarnaast schreef hij rond 1923 een suite in oude stijl voor viool en piano.
- Nederlandse Thesaurus van Auteursnamen: 168690691
- Virtual International Authority File: 283502144
- WorldCat: E39PBJth7Vk8pJ84wrTxGXMByd